# Амедеворк Валелень
Амедеворк Валелень (англ. Amedework Walelegn, нар. 11 березня 1999) — ефіопський легкоатлет, який спеціалізується в бігу на довгі дистанції, багаторазовий переможець та призер міжнародних змагань.
17 жовтня 2020 був третім на фініші напівмарафонського забігу на чемпіонаті світу з особистим рекордом (59.08) та став срібним призером чемпіонату в складі ефіопської збірної за підсумками командного заліку.

## Основні міжнародні виступи
| Рік  | Змагання                        | Місто   | Місце | Дисципліна   | Примітки    |
| ---- | ------------------------------- | ------- | ----- | ------------ | ----------- |
| 2016 | Чемпіонат світу серед юніорів   | Бидгощ  | 4     | 10000 м      |             |
| 2017 | Чемпіонат світу з кросу         | Кампала | 2     | крос (U20)   |             |
| 2020 | Чемпіонат світу з напівмарафону | Гдиня   | 3     | напівмарафон | [ 1 ] [ 2 ] |